# Trådbryum
Trådbryum (Bryum flaccidum) är en bladmossart som beskrevs av Bridel 1826. I den svenska databasen Dyntaxa används istället namnet Bryum moravicum. Trådbryum ingår i släktet bryummossor, och familjen Bryaceae. Arten är reproducerande i Sverige. Inga underarter finns listade i Catalogue of Life.